# Simon Davies (labdarúgó, 1979)
Simon Davies (Haverfordwest, 1979. október 23. –) walesi labdarúgó.

## Pályafutása

### Peterborough United
Davies a Wrexham ifiakadémiáján kezdett futballozni, majd 15 évesen csatlakozott a Peterborough Unitedhez. Miután felkerült a felnőttekhez, hamar fontos játékossá nőtte ki magát a csapatban. Még 20 éves sem volt, mikor már több mint 50 meccs volt a háta mögött. 1999 júliusában próbajátékon vett részt a Manchester Unitednél, de végül nem igazolták le a vörös mezesek.

### Tottenham Hotspur
1999. december 31-én 700 ezer font ellenében leigazolta a Tottenham Hotspur. 2000. április 9-én, egy Liverpool ellen 2-0-ra elveszített mérkőzésen mutatkozott be. A 2000/01-es szezon első felében leginkább csak csere volt, de 2001. február 17-én duplázni tudott egy Stockport County elleni FA Kupa-meccsen. Innentől kezdve egyre gyakrabban játszott, majd állandó tagja lett a Spursnek. A londoniaknál töltött öt éve alatt minden sorozatot egybevéve 154 alkalommal lépett pályára és 24 gólt szerzett.

### Everton
Az Everton 2005. május 26-án 3,5 millió fontért leigazolta. A liverpooliaknál lehetőséget kapott, hogy szerepeljen az európai porondon, de csapata már a selejtezők során kiesett a Bajnokok Ligájából. Az egész szezon rosszul alakult az Everton számára és Davies sem volt túl jó formában eleinte. Végül azonban ő törte meg csapata átkát, a kék mezesek már több mint két hónapja képtelenek voltak nyerni, amikor Davies győztes gólt szerzett a Birmingham City ellen.

### Fulham
2007 januárjában a Fulham leigazolta, hogy vele pótolják Steed Malbranque-ot. Január 30-án, a Sheffield United ellen mutatkozott be a fehér mezeseknél. Leigazolása óta leginkább a jobb szélen számít rá csapata. Hamar megkedveltette magát a szurkolókkal látványos góljaival, jó beadásaival, lendületességével és fáradhatatlanságával. A 2007/08-as szezon végén őt választották a Fulham legjobbjának.

## Válogatott
Davies 2001. június 6-án, egy Ukrajna elleni vb-selejtezőn debütált a walesi válogatottban. 2002. október 16-án gólt szerzett Olaszország ellen, ezzel nagy meglepetésre 2-1-es győzelemhez segítette csapatát. 2009 májusa óta nem hívták be a válogatottba, mivel John Toshack szövetségi kapitány a fiatalabb játékosokat kedveli.

## Külső hivatkozások
- Simon Davies pályafutásának statisztikái a Soccerbase oldalon (angolul)

- Simon Davies adatlapja az UpThePosh.com-on Archiválva 2007. március 20-i dátummal a Wayback Machine-ben
- Simon Davies adatlapja a Fulham honlapján

## Fordítás
- Ez a szócikk részben vagy egészben  a   Simon Davies (footballer born 1979) című angol Wikipédia-szócikk fordításán alapul.  Az eredeti cikk szerkesztőit annak laptörténete sorolja fel. Ez a jelzés csupán a megfogalmazás eredetét és a szerzői jogokat jelzi, nem szolgál a cikkben szereplő információk forrásmegjelöléseként.